# 中华姬鼠
中华姬鼠（学名：Apodemus draco）为鼠科姬鼠属的动物，分布于印度和缅甸、台灣本島以及中国大陆的西藏、陕西、安徽、云南、甘肃、湖南、河北、宁夏、江苏、山西、浙江、湖北、四川、福建等地，主要栖息于森林、田野。该物种的模式产地在福建挂墩。

## 亚种
- 中华姬鼠指名亚种（学名：Apodemus draco draco），Barrett-hamilton于1900年命名。在中国大陆，分布于陕西、安徽、甘肃、湖南、河北、宁夏、江苏、山西、浙江、湖北、福建等地。该物种的模式产地在福建挂墩。[4]
- 中华姬鼠西南亚种（学名：Apodemus draco orestes），Thomas于1911年命名。在中国大陆，分布于西藏、云南、四川等地。该物种的模式产地在四川峨眉山。[5]
- 中华姬鼠台湾亚种（学名：Apodemus draco semotus），Thomas于1908年命名。分布于台湾等地。该物种的模式产地在台湾阿里山。[6]